# Shaanxi-Provinz-Stadion
Das Shaanxi-Provinz-Stadion, auch Zhuque-Stadion, ist ein Fußballstadion mit Leichtathletikanlage in der chinesischen Stadt Xi’an, Provinz Shaanxi. Es wird für Fußballspiele und Leichtathletikveranstaltungen genutzt. Die Anlage bietet 50.100 Plätze.
Von der Eröffnung bis 2005 trug es den Namen Zhuque-Stadion. Es folgte die Umbenennung in Coca-Cola-Stadion von 2005 bis 2007. 2008 unterzog man die Anlage einer Renovierung.
Die Chinesischen Nationalspiele 2021 sollen in Xi’an stattfinden. Dafür soll das Stadion modernisiert werden.